# Manastir Manasija
Manastir Manasija (sr. Манастир Манасија) ili Resava jedan je od najznačajnijih spomenika srpske srednjovjekovne kulture i najznačajnija građevina koja pripada takozvanoj „Moravskoj školi arhitekture“. Nalazi se na oko 30 kilometara od autoceste Beograd – Niš, u blizini Despotovca. 

## Povijest
Utvrđeni manastir podigao je despot Stefan Lazarević, poznat i kao Visoki Stefan, čije se mošti („relikvije”), po mišljenju nekih stručnjaka, nalaze u južnom dijelu crkve, ispod bijele mramorne ploče. Gradnja je trajala između 1407. i 1418. godine. Odmah po osnutku, Manasija je postala kulturni centar despotovine. Njena „Resavska škola“ bila je prepisivačka radionica i izvor pisanih djela i prijevoda, čak i poslije pada despotovine, u 15. i 16. stoljeću.
Manastirski kompleks sastoji se iz:
- Crkve Svete Trojice (Svetog Trojstva),
- velike trpezarije ili takozvane „škole“ (koja se, teško oštećena, nalazi južno od crkve)
- utvrde s 11 tornjeva od kojih je najveća „Despotova kula“ (sjeverno od crkve).

Tijekom višestoljetne osmanske vlasti, manastir je više puta opustošen i razoren. S crkve je bio skinut olovni krov, pa je više od jednog stoljeća crkva prokišnjavala i dvije trećine fresaka su nepovratno propale.
Zapadni dio crkve, takozvana priprata (narteks), je prilikom jedne eksplozije u 18. st. teško oštećena, pa je današnja priprata većim dijelom naknadno dozidana. Srećom, u tom dijelu crkve očuvan je pod s mozaikom, koji je rađen od krupnog raznobojnog kamena.
Dana, 15. travnja 2010. godine Republika Srbija je nominirala Manastir Manasiju za upis na UNESCO-ov popis mjesta svjetske baštine u Europi.

## Freske
Iako teško oštećen, živopis (slikopis ili narativne slike) Manasije spada u red najvećih dometa srednjovekovnog slikarstva. Od očuvanih fresaka najzanimljivija je kritorska („donorska”) kompozicija na zapadnom zidu glavnog dijela crkve, na kojoj despot Stefan u jednoj ruci drži povelju, a u drugoj model manastira. Na toj fresci je odjeven u vladarsku odoru s vladarskim insignijama (simbolima). 
Na južnom i sjevernom zidu, u pevnicama, očuvani su veličanstveni likovi svetih ratnika. U gornjim zonama pevnica naslikane su scene iz Kristova života i ilustrirane su njegove prispodobe iz Evanđelja. U glavnom kubetu su predstavljeni starozavjetni proroci. U oltaru je naslikana Pričest apostola i Povorka svetih otaca, među kojima je (posljednji u redu prema sjeveru) prvi srpski arhiepiskop, sveti Sava. Na stubovima su dobro očuvani medaljoni s poprsjima svetaca, poput lika svetog arkanđela Mihovila (na južnom) i svetog Petra Aleksandrijskog (na sjevernom stubu).
Manasija je rušena i pustošena puno puta. Ostalo je zabilježeno da je stradala 1439., 1456., 1476., i 1734., ali je i obnavljana 1735., 1806., 1810., i 1845. godine. Zavod za zaštitu spomenika kulture SR Srbije je 1956. godine napravio opsežne konzervatorsko-restauratorske radove uključujući i čišćenje i konzervaciju fresaka.

## Vanjske poveznice
- Manastir Manasija- zbirka fotografija Fonda Blago, virtualna šetnja kroz crkvu, digitalizirani rukopisi
- Spomenici kulture u Srbiji: Manastir Manasija (Srpska akademija nauka i umetnosti) (srp.) (engl.)
- Despot Stefan i manastir Manasija u novinama Srpske pravoslavne crkve („Pravoslavlje“, br. 952, 15. studenoga 2006.)[neaktivna poveznica]